# 腺毛黑种草
腺毛黑种草（学名：Nigella glandulifera）为毛茛科黑种草属下的一个种，也叫瘤果黑种草。

## 扩展阅读
- 維基物種上的相關：腺毛黑种草